# 茶臼山古墳 (大津市)
茶臼山古墳（ちゃうすやまこふん）または膳所茶臼山古墳（ぜぜちゃうすやまこふん）は、滋賀県大津市秋葉台にある古墳。形状は前方後円墳。国の史跡に指定されている。
滋賀県では第3位の規模の古墳で、4世紀末から5世紀初頭（古墳時代中期）頃の築造と推定される。
本項では、茶臼山古墳の南方にある小茶臼山古墳（茶臼山古墳と合わせて国の史跡）についても併せて解説する。

## 概要
滋賀県南部、琵琶湖南岸の丘陵先端部に築造された大型前方後円墳である。古墳域には現在までに秋葉神社が祀られている。墳形は前方後円形で、前方部を東方に向ける。墳丘長は124メートルを測るが、これは滋賀県内で安土瓢箪山古墳（近江八幡市、墳丘長134メートル）、荒神山古墳（彦根市、墳丘長124メートル）に次ぐ第3位の規模になる。墳丘外表では葺石のほか、各段で円筒埴輪列が、墳頂で形象埴輪が検出されている。埋葬施設は不明。南方には陪塚と見られる小茶臼山古墳がある。
この茶臼山古墳は、古墳時代中期の4世紀末から5世紀初頭頃の築造と推定される。大津市域の首長墓としては、皇子山1号墳・和邇大塚山古墳に次ぐ時期に位置づけられる。被葬者は明らかでないが、彦坐王や大友皇子一族の墓とする伝承があり、後円部墳頂には大友皇子伝承にまつわる後世の塚5基（通称「葬り塚」）が遺存する。
古墳域は1921年（大正10年）に小茶臼山古墳の古墳域と合わせて国の史跡に指定されている。

## 墳丘
墳丘の規模は次の通り。
- 墳丘長：122メートル
- 後円部
  - 直径：70メートル
  - 高さ：8メートル
- 前方部
  - 長さ：60メートル
  - 幅：58メートル

墳形は奈良の佐紀陵山古墳（奈良県奈良市）と相似形をなす。佐紀陵山古墳と相似形の前方後円墳は畿内を取り囲むように分布することから、築造当時に畿内制的な領域支配が存在したとする説がある。

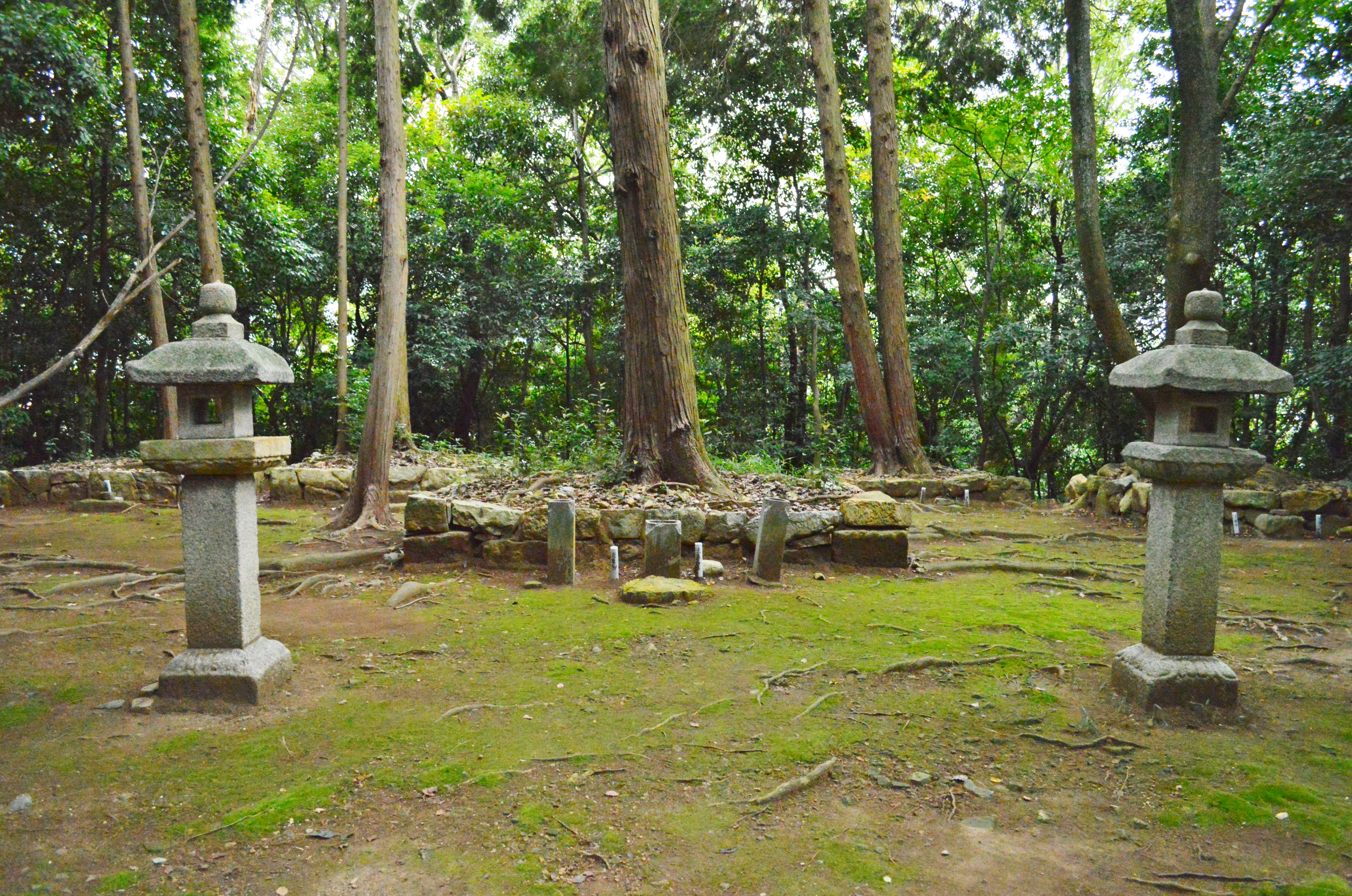
後円部墳頂の塚5基
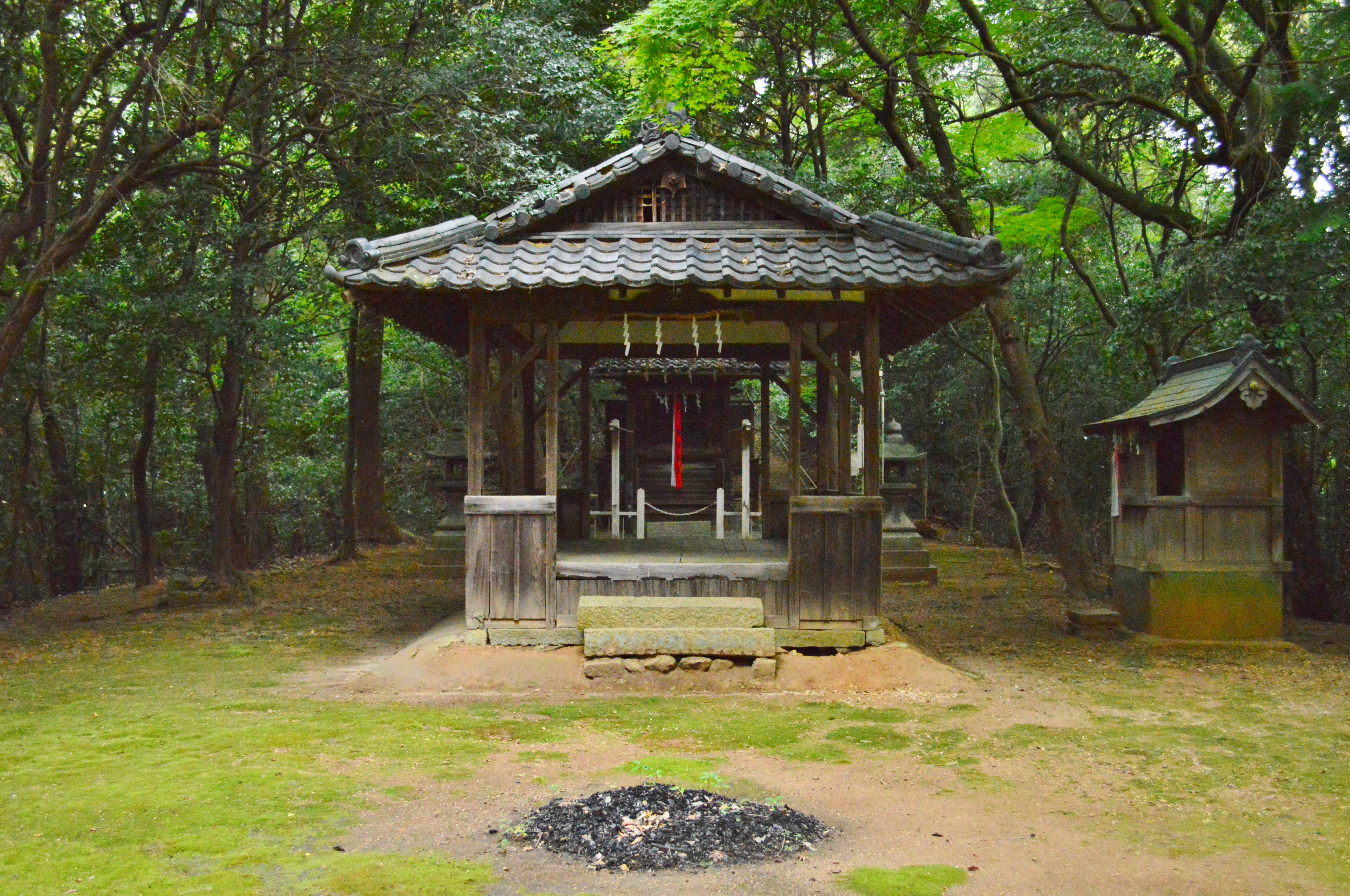
くびれ部に鎮座する秋葉神社
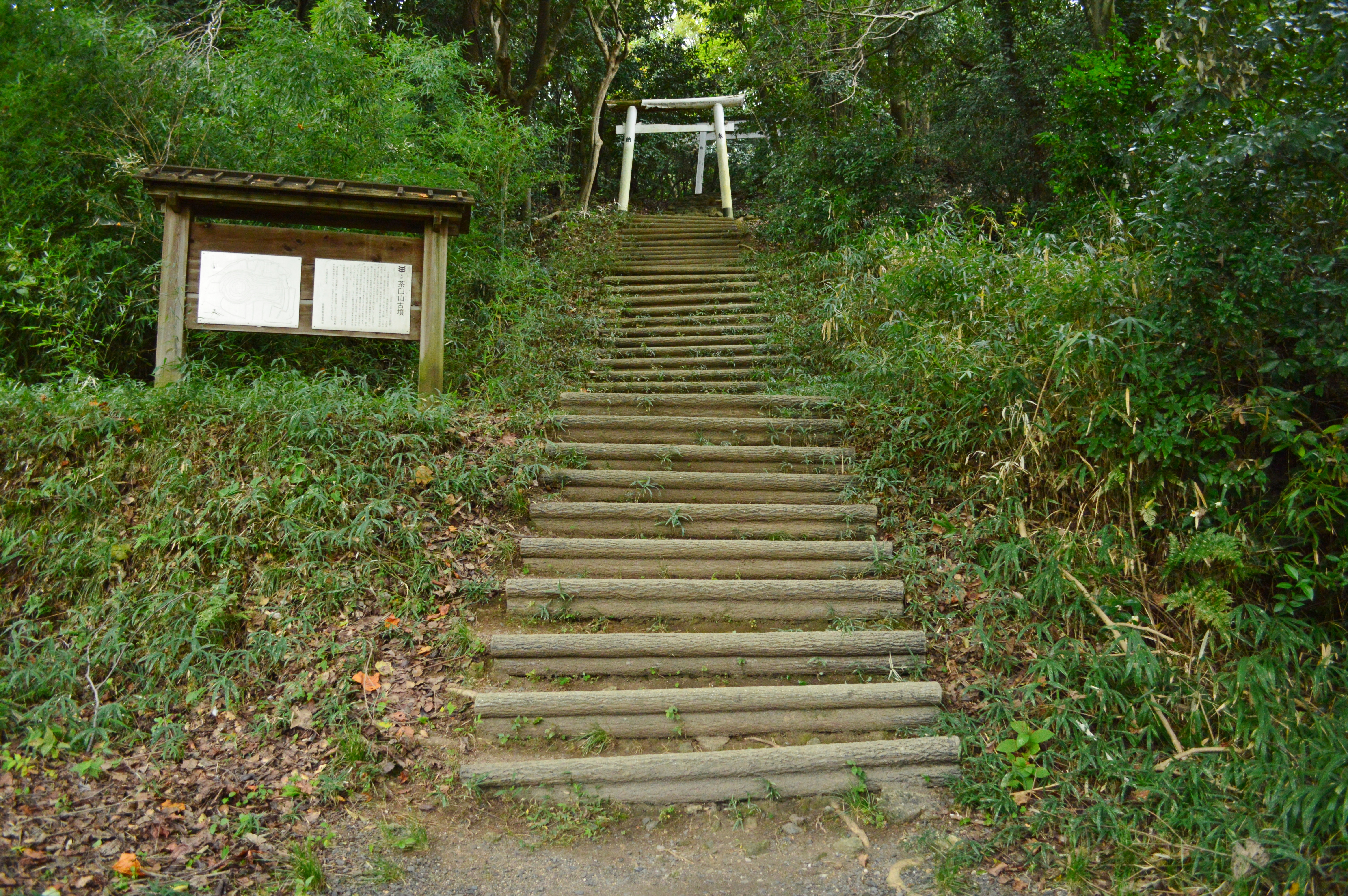
前方部正面

## 小茶臼山古墳
小茶臼山古墳（こちゃうすやまこふん）は、茶臼山古墳の南約200メートルにある古墳（北緯34度59分19.46秒 東経135度52分57.60秒 / 北緯34.9887389度 東経135.8826667度）。形状は円墳。直径約18メートルを測るが、未調査のため詳細は明らかでない。位置関係から茶臼山古墳の陪塚とする説がある。

## 文化財

### 国の史跡
- 茶臼山古墳・小茶臼山古墳 - 1921年（大正10年）3月3日指定[4]。